# Walter Tesche
Walter Tesche, gebürtig Wilhelm Tesche, (* 7. März 1797 in Solingen; † 20. April 1848 in Cosel) war ein deutscher Schriftsteller.

## Leben
Walter Tesche wurde als ältester Sohn des Kaufmanns Carl Wilhelm Tesche (1782–?), und von Sophia Friederica Petersen, verwitwete Niedermayer aus Hannover, geboren. Der Vater Carl Wilhelm Tesche aus der Kohlfurth war Teilhaber der renommierten Klingenfirma Wilhelm Tesche Peters Sohn in Solingen. Nach dem Konkurs des Unternehmens 1799 versuchte Carl Wilhelm Tesche sich mit verschiedenen Handelsgeschäften in Düsseldorf und wurde nach der Flucht vor einer drohenden Verhaftung zu einem in Böhmen, Süddeutschland und Venedig gesuchten Betrüger, dessen Spur sich in England verliert.
Wilhelm Tesche wuchs mit seinem älteren Bruder Carl bei der Mutter in Düsseldorf und zeitweise Langenberg (Rheinland) auf, wo die Großeltern eine Gastwirtschaft betrieben. 1814 nahm er als freiwilliger Jäger an der Belagerung von Mainz teil und versuchte anschließend erfolglos, die Klingenfirma Wilhelm Tesche Peters Sohn wieder aufleben zu lassen. 1816 heiratete er in Düsseldorf Johanna Christina Gocht, die Tochter eines der größten Berliner Baumwollunternehmer. 1821 logierte er als „Gutsbesitzer aus Groß Graben“ in Breslau, war zeitweise selbst Besitzer des „Hotel de Pologne“, und erwarb nach dem Verkauf desselben das Rittergut Schloss Ottmuth bei Krappitz im Kreis Groß Strehlitz. 1836 wurde er wegen Wechselbetrug verhaftet und nach Cosel in Festungshaft gebracht, der Zwangsverkauf der Güter erfolgte 1839. Während seiner Festungshaft begann seine umfangreiche schriftstellerische Tätigkeit unter dem Namen „Walter Tesche“, und er wurde 1845 bis 1848 Herausgeber des von Aloys Schreiber begründeten beliebten Frauenalmanachs „Cornelia“. Die Haftstrafe verbüßte er bis mindestens 1844, lebte dann zeitweise in Hirschberg und starb 1848 in Cosel an der Typhusepidemie. Er hinterließ seine Frau und eine Tochter. Nach Angabe seiner Frau sollte er 1848 für die deutsche Nationalversammlung aufgestellt werden und hatte sich für die Rechte der Landbevölkerung eingesetzt.
In seinen Novellen verarbeitete er teilweise autobiographische Erlebnisse und fügt auch eigene Gedichte ein. Solche finden sich auch in dem von ihm herausgegebenen Almanach. In Die Rose von der Pzerwa gab er eine volkskundlich interessante Schilderung der Lebensverhältnisse der einfachen Bevölkerung in Niederschlesien und übersetzte Lieder aus dem Wasserpolnischen.

## Werke (Auswahl)
- Die Laudemien-Frage.Insbesondere: Darf Ablösungskapital bei Berechnung der Laudemien abgezogen werden? und: Ist vom Ausgedinge Laudemium zu entrichten?. Schulz, Breslau 1841
- Fortiletta Erzählung, in „Gedenke Mein, Taschenbuch auf das Jahr 1842“. Leipzig 1841
- Amor im Tricot Erzählung, in „Iris, Deutscher Almanach auf das Jahr 1843“. Herausgegeben von Joh. Graf Mailath, Pest 1842
- Schach der Liebe Erzählung, in „Gedenke Mein, Taschenbuch auf das Jahr 1844“. Leipzig 1843
- Theoretische-Praktische Anweisung zum Dreischachspiel., Wien 1843
- Der General Lindner in „Zeitung für die elegante Welt“ Nr. 21 Berlin 1843 (Novelle um das Schloss Kammerswaldau)
- Die Jägerbraut, Novelle, in „Iris, Deutscher Almanach auf das Jahr 1845“. Herausgegeben von Joh. Graf Mailath, Pest 1844
- Ein Ehrloser Erzählung, in „Gedenke Mein, Taschenbuch auf das Jahr 1845“. Leipzig 1844
- Die Kohlentreiber. 1844  (Novelle, spielt im Jahr 1809 in der Umgebung von Langenberg und Hattingen)
- Bilder aus Schlesien. Leipzig 1846  (enthält die Novelle „Die Rose von der Pzerwa“)
- Graf Conti Erzählung, in „Iris, Taschenbuch auf das Jahr 1846“. Herausgegeben von Joh. Graf Mailath, Pest 1845
- Constantin Faucon, Historische Novelle von 1682–1688, in „Iris, Deutscher Almanach auf das Jahr 1847“. Herausgegeben von Joh. Graf Mailath, Pest 1846
- Der Marquis von Jamaika, Historische Novelle von 1708, in „Iris, Deutscher Almanach auf das Jahr 1848“. Herausgegeben von Joh. Graf Mailath, Pest 1847
- Erzählungen aus dem Bergischen  Pesth 1847 (zwei Bände, enthalten die Novellen „Die Kohlentreiber“ und „Die Ausgestoßene“)
- Walowna. Novelle. Kern, Breslau 1848
- Die Majoratsurkunde. Kern, Breslau 1848
- Eine Rentenspekulation. Grass, Breslau 1850 Digitalisat
- Schilderungen aus Holland. Breslau 1852 (online)
- Historische Novellen Leipzig 1857 (enthält „Fürstin Ursini“ und „General Lindner“)
- Der Enten-Piet. In: Deutscher Novellenschatz. Hrsg. von Paul Heyse und Hermann Kurz. Bd. 19. 2. Aufl. Berlin, [1910], S. 121–236. In: Weitin, Thomas (Hrsg.): Volldigitalisiertes Korpus. Der Deutsche Novellenschatz. Darmstadt/Konstanz, 2016 Digitalisat und Volltext im Deutschen Textarchiv